# Bhawani Mandi
Bhawani Mandi là một thành phố và khu đô thị của quận Jhalawar thuộc bang Rajasthan, Ấn Độ.

## Nhân khẩu
Theo điều tra dân số năm 2001 của Ấn Độ, Bhawani Mandi có dân số 35.682 người. Phái nam chiếm 53% tổng số dân và phái nữ chiếm 47%. Bhawani Mandi có tỷ lệ 69% biết đọc biết viết, cao hơn tỷ lệ trung bình toàn quốc là 59,5%: tỷ lệ cho phái nam là 78%, và tỷ lệ cho phái nữ là 58%. Tại Bhawani Mandi, 14% dân số nhỏ hơn 6 tuổi.